# Dolomite Peak
Dolomite Peak är en bergstopp i Kanada.   Den ligger i provinsen Alberta, i den centrala delen av landet, 3 000 km väster om huvudstaden Ottawa. Toppen på Dolomite Peak är 2 998 meter över havet, eller 429 meter över den omgivande terrängen. Bredden vid basen är 3,7 km. Dolomite Peak ingår i The Three Brothers.
Terrängen runt Dolomite Peak är varierad.Trakten runt Dolomite Peak är nära nog obefolkad, med mindre än två invånare per kvadratkilometer.. Det finns inga samhällen i närheten. 
Trakten runt Dolomite Peak består i huvudsak av gräsmarker.